# Kennedy Űrközpont

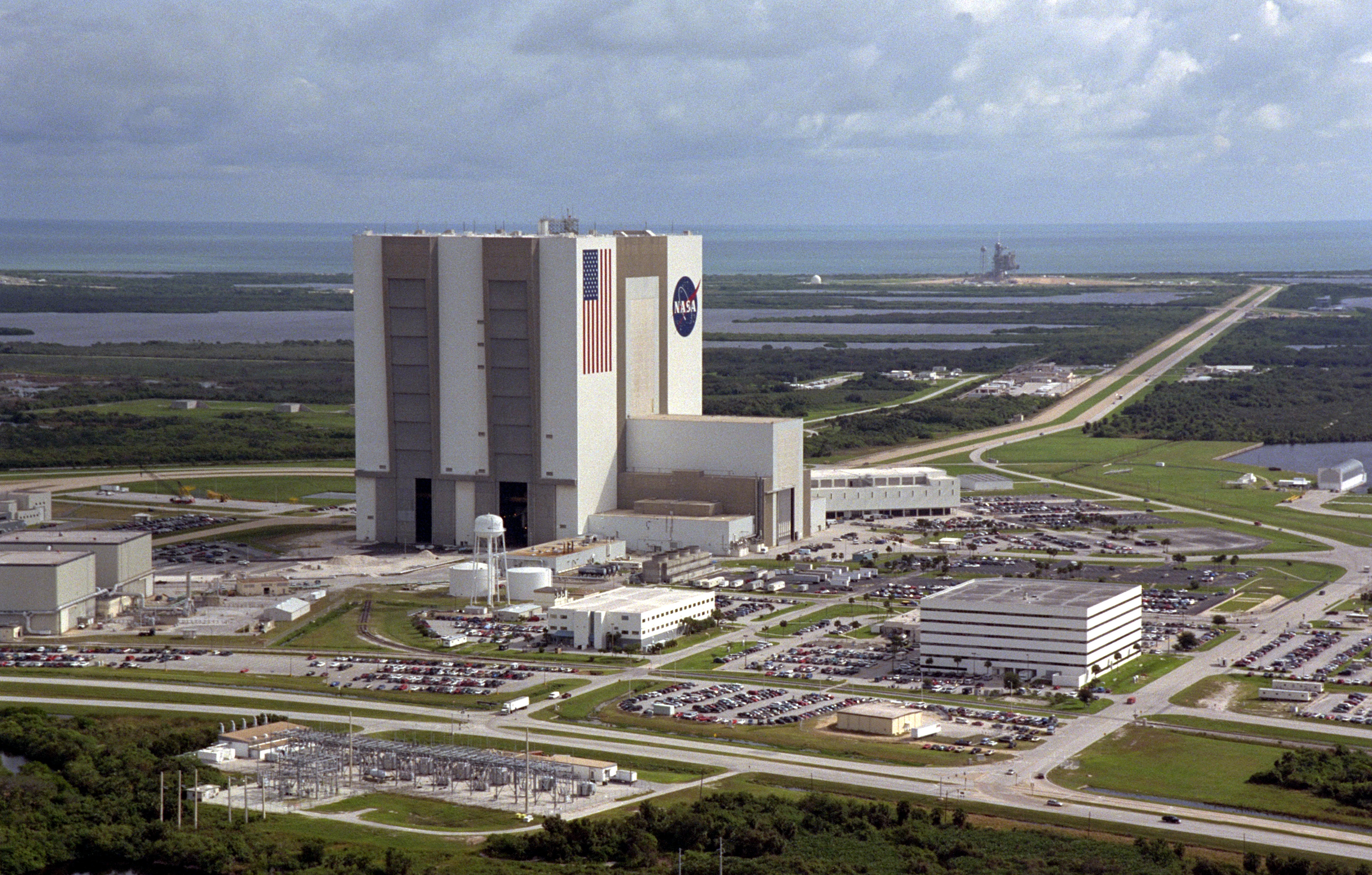
A VAB

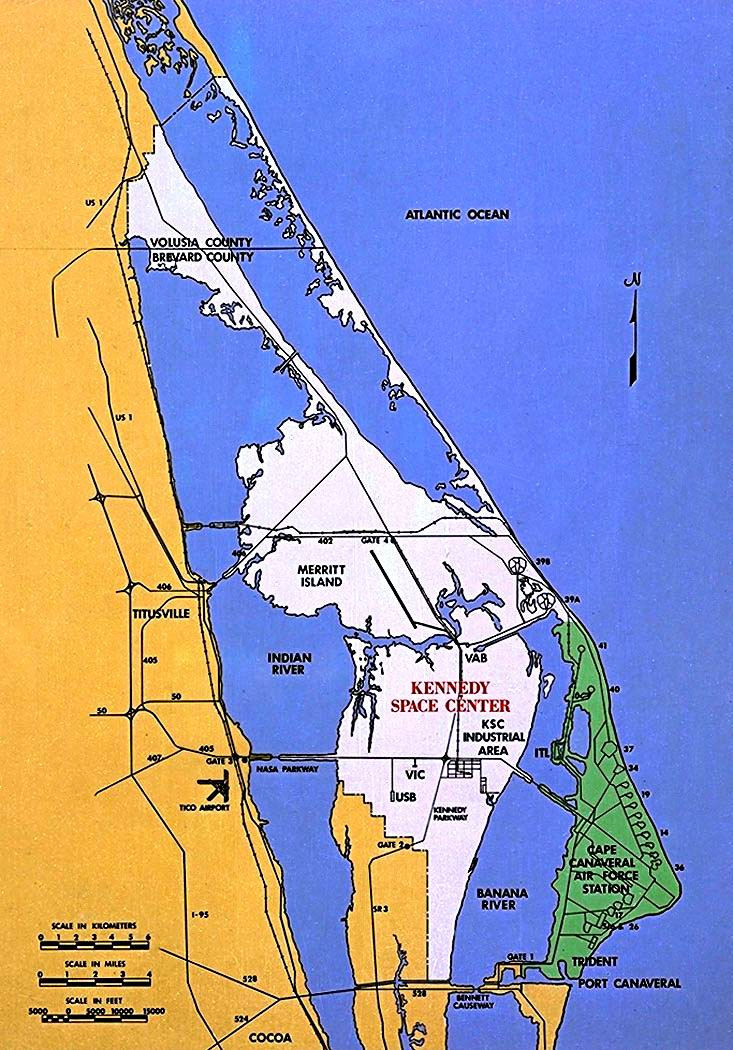
A floridai Merritt-sziget és a NASA Kennedy Űrközpontja fehér színével kiemelve a térképen

A NASA John F. Kennedy Space Center, rövidítve (KSC) a NASA egyik legfontosabb űrközpontja Florida Államban, az Amerikai Egyesült Államokban. Innen történik az űreszközök, űrszondák, s elsősorban a legismertebb emberes űrrepülések indítása.

## A földrajzi helyszín
Az űrközpont az Atlanti-óceán partvidékén helyezkedik el, ami előnyös a rakétafelbocsátás szempontjából, mert távol esik a lakott vidéktől. A tenger-közeliség fontos szempont egyes rakétatestek újra fölhasználhatósága szempontjából is. A kiégett alsóbb fokozat egységeit (gondoljunk például az Űrrepülőgépek egységek szilárd hajtóanyagú tartályaira) a tengerből kihalászva ismét fölhasználják.
Maga a Kennedy Űrközpont irányítóközpontja a floridai Merritt-szigeten található. Ez a hely közel esik a Canaveral-foknak nevezett félszigethez – amelyet átmenetileg, 1963–1973 között Cape Kennedynek (Kennedy-foknak) neveztek hivatalosan, – amely félúton helyezkedik el Miami és Jacksonville városa között. Az űrközponthoz egy 6 kilométerszer 34 kilométeres területsáv tartozik. A nevezett területnek azonban csak mintegy 10 százaléka az, amit az ipari létesítmények elfoglalnak, a többi igazi vadrezervátum.

## A műveleti helyszín
Az űreszközök indítása ma leggyakrabban a Kennedy Űrközpont 39. indítóállásáról történnek. Az összeszerelési munkákat a kilövőhelyhez tartozó szerelőcsarnokban végzik. Két kilövőpad tartozik ehhez a szerelőcsarnokhoz, amelyek mintegy 3 km távolságra esnek a szerelőcsarnoktól. Más, az űrközpont szomszédságába eső műveleti helyek is tartoznak a floridai bázishoz, például a Cape Canaveral-en helyet foglaló és az Amerikai Légierőhöz tartozó Cape Canaveral Air Force Station bázison.

## Az űrközpont története

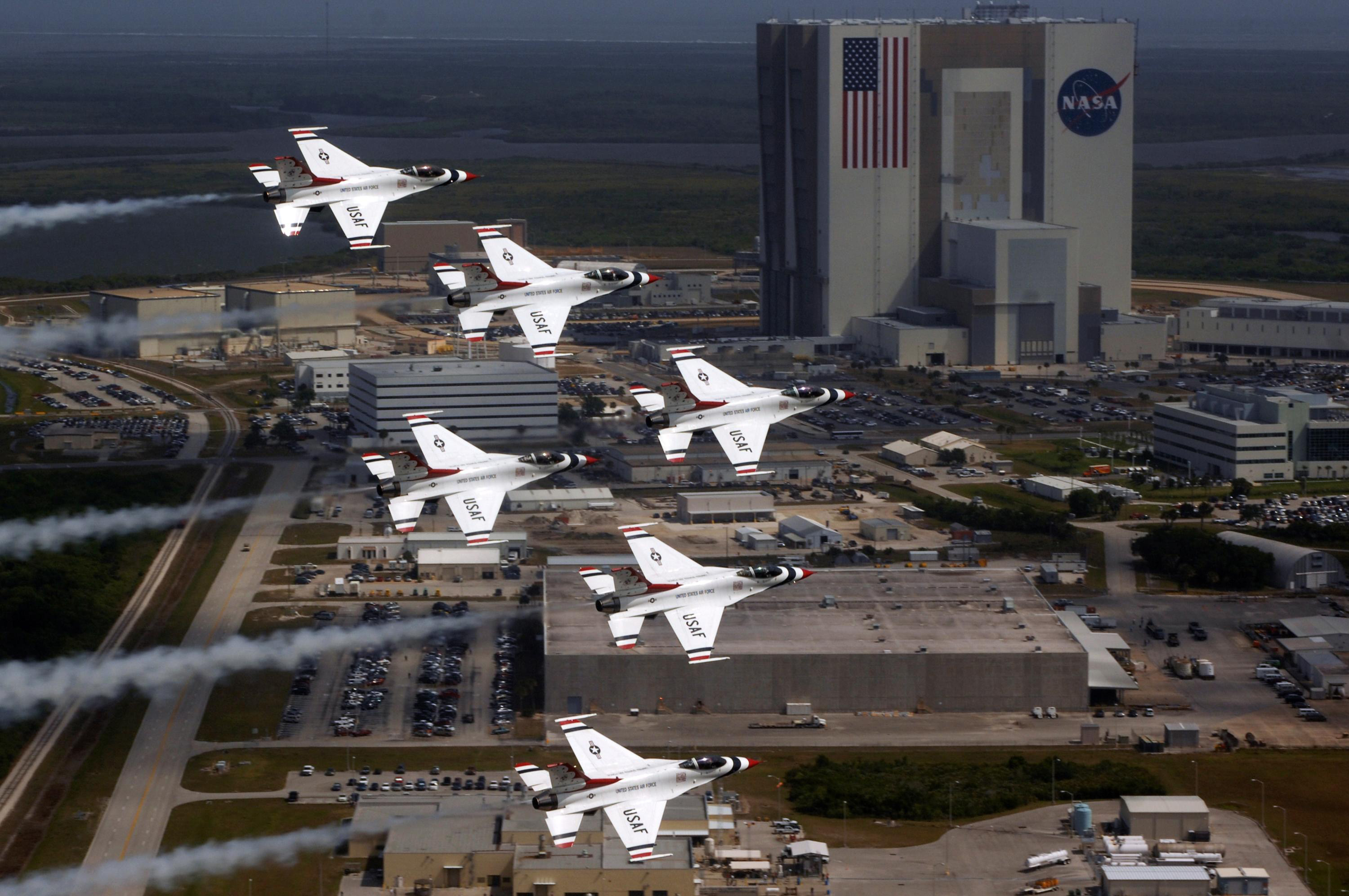
Az USAF Thunderbirds bemutatóköteléke a Kennedy Űrközpont felett

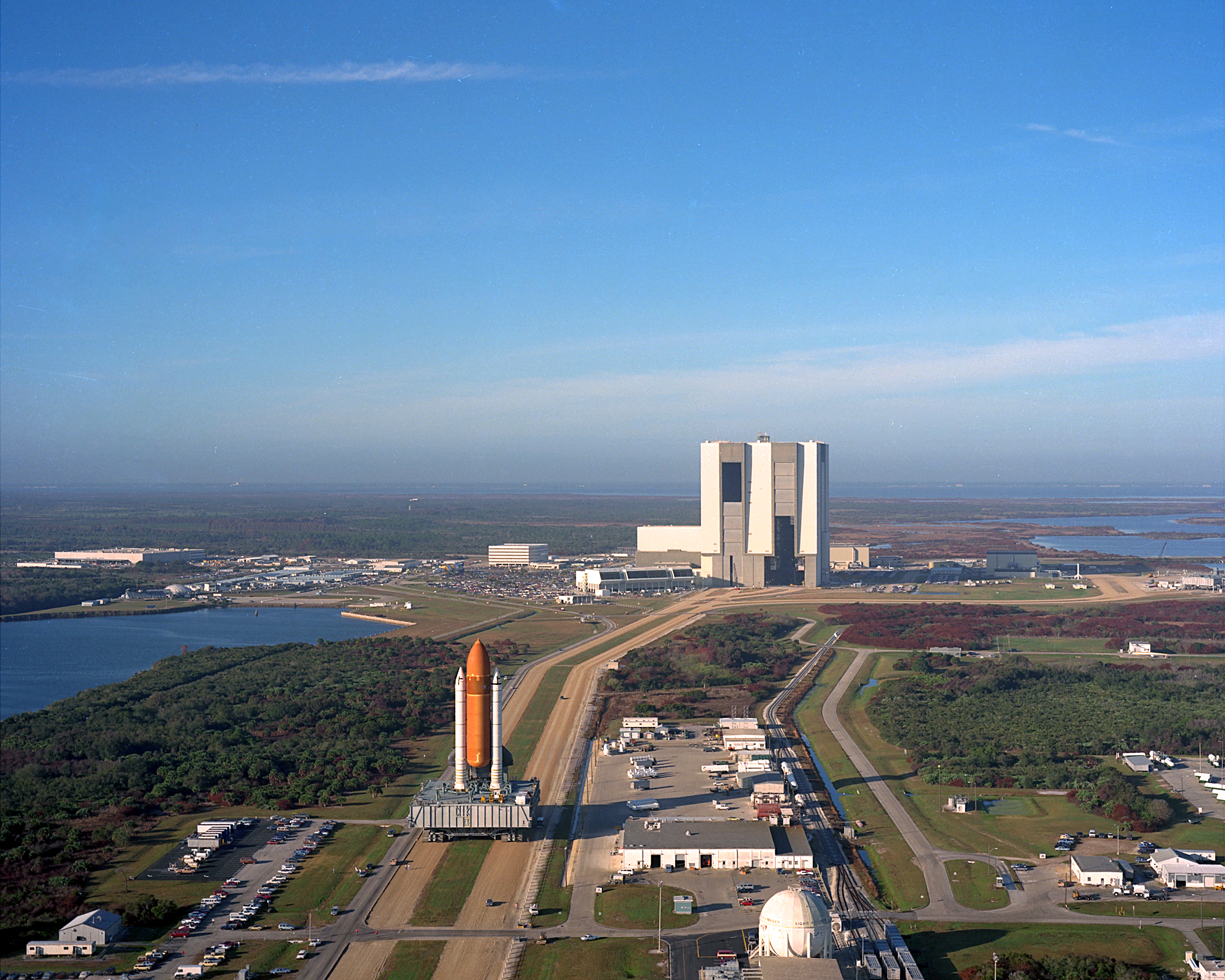
Az Atlantis űrrepülőgépet az STS–36 küldetés előtt a VAB-ból az LC–39 indítóálláshoz szállítják

A NASA megalakulásakor, 1958-ban került a terület az űrkutatási szervezet keretei közé Dwight D. Eisenhower elnök döntése nyomán, majd lett továbbfejlesztve a holdutazáshoz 1962-ben John F. Kennedy elnök döntése nyomán. 1963-ban kapta mai nevét a meggyilkolt Kennedy elnök érdemeinek elismerésére.

## Főbb programok
Szinte az évtizedekkel lehet jellemezni a főbb amerikai emberes űrrepülési programokat. Az 1960-as évek a holdra szállás évei.

### Holdra szállás
Az 1960-as évek a holdra szállás előkészületének évei voltak a Kennedy Űrközpont életében. 1962-ben kapcsolták a Merritt-szigetet is a Canaveral-foki területhez s kezdődött meg a felbocsátó űrközpont kiépítése. Ekkor épült ki a Launch Operations Center (vagyis a Rakétafölbocsátó Műveletek Központja) is. A holdprogram három fokozata az emberes repülés szempontjából a Mercury-program, a Gemini-program és az Apollo-program volt.

#### Mercury
A Mercury program Alan Shepard és Virgil Grissom „űrugrásával” indult. Majd John Glenn és még három űrhajós orbitális repülésével folytatódott. Shephard és Grissom még Redstone rakétával indult, de a 4 orbitális repüléshez már Atlas rakétával indították a Mercury kabinokat.

#### Gemini
A Gemini program során a kétszemélyes űrhajókat már Titan típusú rakétákkal indították. Az első repülést Virgil Grissom és John Young végezte a Gemini–3 űrhajóban. Ezt követte a Gemini–4 útja, melynek során Edward White űrsétát tett. Később a Gemini repülések a Gemini–12 repüléséig tartottak. Az utolsó repülések programjában már dokkolások is szerepeltek. (Az Atlas–Agena rakétával).

#### Apollo
Az Apollo program ismét új rakéta rendszer fölhasználását hozta, a Saturn V rakétáét. Maga a rakéta, amely 111 méter magas és 10 méter átmérőjű volt, a Boeing repülőgépgyár, a North American Aviation repülőgépgyár és a Douglas Aircraft Company repülőgépgyár üzemeiben készült el.
Az első Saturn V-tel történt repülés az Apollo–4 űrhajóval 1967. november 9-én történt. Az első emberes űrrepülés az Apollo–7 űrhajóval, Föld körüli pályán, 1968. október 11-én indult (ez akkor egy kisebb Saturn IB típust használt). A Holdhoz vezető első repülés 1968 decemberében történt az Apollo–8 űrhajóval, Saturn V fölbocsátó rakétával. Az Apollo–8 1968 karácsonyán 10 Hold körüli keringést végzett, majd visszatért a Földre. A következő két Apollo repülés, az Apollo–9 és az Apollo–10 a holdkompot tesztelte. Az Apollo–11 történelmi repülése 1969. július 16-án indult és július 20-án szálltak le a Holdra.

#### Holdautó
Az Apollo program az Apollo–14-től kezdődően új eszközök Holdra vitelét hozta. Először egy riksát, majd az Apollo–15, az Apollo–16 és az Apollo–17 holdi útja során holdautót vitt magával. Ezek segítségével 1972 decemberéig mintegy 4 mázsa holdkőzetet szállítottak a Földre az Apollo expedíciók.

### Skylab űrállomás
Az utolsó három Apollo repülést (18, 19 és 20-as számút) törölték, s helyettük a Saturn V és az Apollo kabinok fölhasználásával a Skylab űrállomás programot valósították meg, majd a történelmi Apollo–Szojuz-program repülés következett 1975-ben.

### Bolygókutatás
Korábban a holdprogram előkészítéséhez tartozott a Holdra simán leszálló Surveyor-program űrszondáinak a felbocsátása. Ez a 36. számú fellövőhelyről történt Atlas–Centaur hordozórakétával (1966). Később egyre nagyobb teljesítményű hordozórakétákat fejlesztettek. A Titan III rakéták lényegében a Saturn IB fölbocsátó teljesítményével rendelkeztek. Ezeket használta a NASA a honvédelmi, a távközlési, a meteorológiai műholdak felbocsátására, s ezek céljából egy másik felbocsátó helyet is kialakítottak. Ez volt a 40. és 41. számú fellövőhely. Innen indították a NASA bolygókutató űrszondáit is. A 70-es években a Titan–Centaur lett a bolygókutatásnál használt rakéta. Ezekkel történt a felbocsátása a Viking-program és a Voyager-program űrszondáinak is. A továbbfejlesztett 41. számú fellövőhely lett a még nagyobb teljesítményű Titan IV rakétáknak.

### Űrrepülőgép
A ma legfontosabb feladata a Kennedy Űrközpontnak az űrrepülőgép, azaz a Space Shuttle felbocsátása. Az első ilyen eseményre, a Columbia űrrepülőgép startjára, 1981. április 12-én került sor. A rendszeresített leszállóhelyet az Edwards légitámaszponton alakították ki az űrrepülőgépek számára. Azonban a Kennedy Űrközpont területén is kialakítottak egy űrrepülőgép leszállóhelyet. Az első itt végrehajtott leszállást 1984. február 11-én hajtották végre. Ekkor a Challenger szállt le. Az utolsó űrrepülőgép kilövés az Atlantis STS–135-ös küldetés volt ami 2011. július 8-án startolt.

## A jövő: Orion és SLS
A 21. századi űrrepülések az űrsikló után ismét a Holdra jutást célozzák meg. Ennek keretében a Kennedy Space Center lesz a fölbocsátó helye az SLS rakétával végzett Orion űrhajós repüléseknek is. Az Orionnak az első tesztrepülése 2014 December 5-én 12:05 UTC kor indult a Kennedy Űrközpont SLC-37B kilövőállásról egy Delta IV Heavy rakétán. 4 óra és 24 perccel később landolt a Csendes óceánban.

## Űrmúzeumok a Kennedy Űrközpont látogatói számára

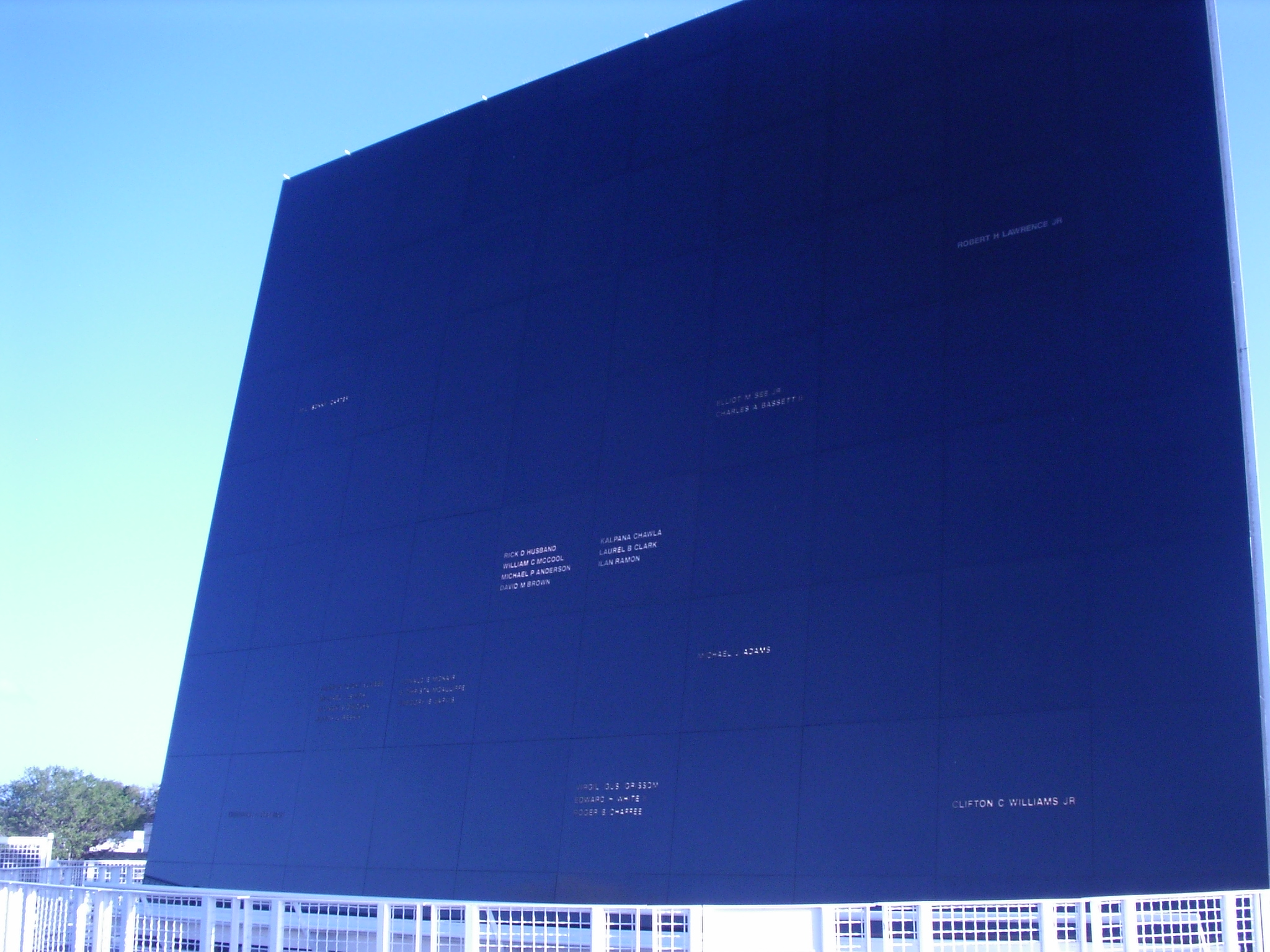
Az Űrtükör 2006 márciusában

A Kennedy Űrközpont látogatói számára több múzeumot építettek. Ezek között buszközlekedés van, így a látogatók többféle helyszínre is eljuthatnak. Olyan helyszínek közelébe is eljuthatnak, melyek meglátogatása egyébként nem lehetséges. Ezek közé tartozik a legnevezetesebb, a 39. indítókomplexum, ahonnan az Apolló expedíciók Saturn V rakétáit is indították. Ennek a múzeumnak a neve: Apollo-Saturn V Center, ahol a Saturn V rakéta mellett eredeti Apollo űrhajókapszulát is kiállítottak. Egy másik épületben a Nemzetközi Űrállomás moduljainak a kipróbálást végzik s ez is megtekinthető.
Ugyancsak a látogatható múzeumok közé tartozik az Űrhajósok emlékműve, más néven Űrtükör. Ez egy hatalmas, fekete, csiszolt, gránitból készült kőlap, amelyre azoknak az űrhajósoknak a nevét vésték föl, akik életüket vesztették feladatuk teljesítése során. Ugyancsak kiállítások láthatók tanárok és diákok részére, mert a NASA rendkívül megbecsüli az oktatást.
A kiállításokon látható eredeti szerkezetek a következők:
- a Gemini–9A kapszulája
- a Skylab űrállomás Apollo kabinja
- az Apollo–15 Holdat járt űrkabinja
- az Apollo–14 parancsnoki űrkabinja
- az Atlantis űrrepülőgép